# Bollandoceras
Bollandoceras – rodzaj głowonogów z wymarłej podgromady amonitów, z rzędu Goniatitida.
Żyły w okresie karbonu (wizen).